# 새흙넣기
새흙넣기 또는 객토(客土)는 토양의 물리성과 화학성이 불량하여 농작물의 생산성이 떨어지는 농경지의 지력(地力)을 증진시키기 위하여 다른 곳으로부터 적당한 성질을 가진 흙을 가져다 넣는 일이다.